# Ingeburg Schaacke
Ingeburg Schaacke (* 12. März 1910 in Bockwitz, Kreis Bad Liebenwerda; † 18. August 1966 in Rostock) war eine deutsche Mineralogin und Kristallographin.
Schaacke absolvierte 1928 das Abitur in Brandenburg und studierte danach bis 1934 Chemie, Mathematik und Physik in Leipzig und Kiel mit dem Staatsexamen für das höhere Lehramt als Abschluss. Sie wollte ursprünglich in Astronomie promovieren, was die Vertreibung von Hans Rosenberg zerschlug. 1937 wurde sie in Kiel in Mineralogie bei Johannes Leonhardt promoviert (Zwillingsbildung als gittergeometrisch-zahlentheoretisches Problem mit Anwendung auf einige reale Fälle) und war danach Assistentin in Kiel, wo sie sich 1942 habilitierte (Die Theorie hochrationaler Verwachsungen kubischer Gitter) und 1944 bis 1951 den mineralogischen Lehrstuhl in Rostock vertrat. 1945 wurde sie Dozentin und 1951 Professorin für Mineralogie in Rostock, ab 1954 mit vollem Lehrauftrag. Ab 1955 war sie Direktorin des Mineralogischen Instituts. Dazwischen war sie auch 1951 bis 1954 Professorin an der Pädagogischen Hochschule Karl Liebknecht, wo sie das Mineralogisch-Geologische Institut aufbaute.
Sie befasste sich vor allem mit mathematischer Kristallographie.
Zu ihren Schülern gehört Rolf Seim (ab 1953 ihr Assistent in Rostock) und Hermann Neels (Leipzig).